# Кызкеткен (Нукус)
Кызкеткен (Нукус) (каракалп. Qizketken; узб. Qizketgan) — елат (жилой массив) города Нукус (Узбекистан). Расположен в юго-восточной части города. На восточной стороне Кызкеткена расположена юго-восточная промышленная зона Нукуса, с запада граничит с елатом Науканбаг, а на юге с рекой Амударья.
Кызкеткен состоит из 4-х махаллей: №33 Кызыл кум, №35 Наурыз, №55 Жипек жолы, №34 Жайхун.

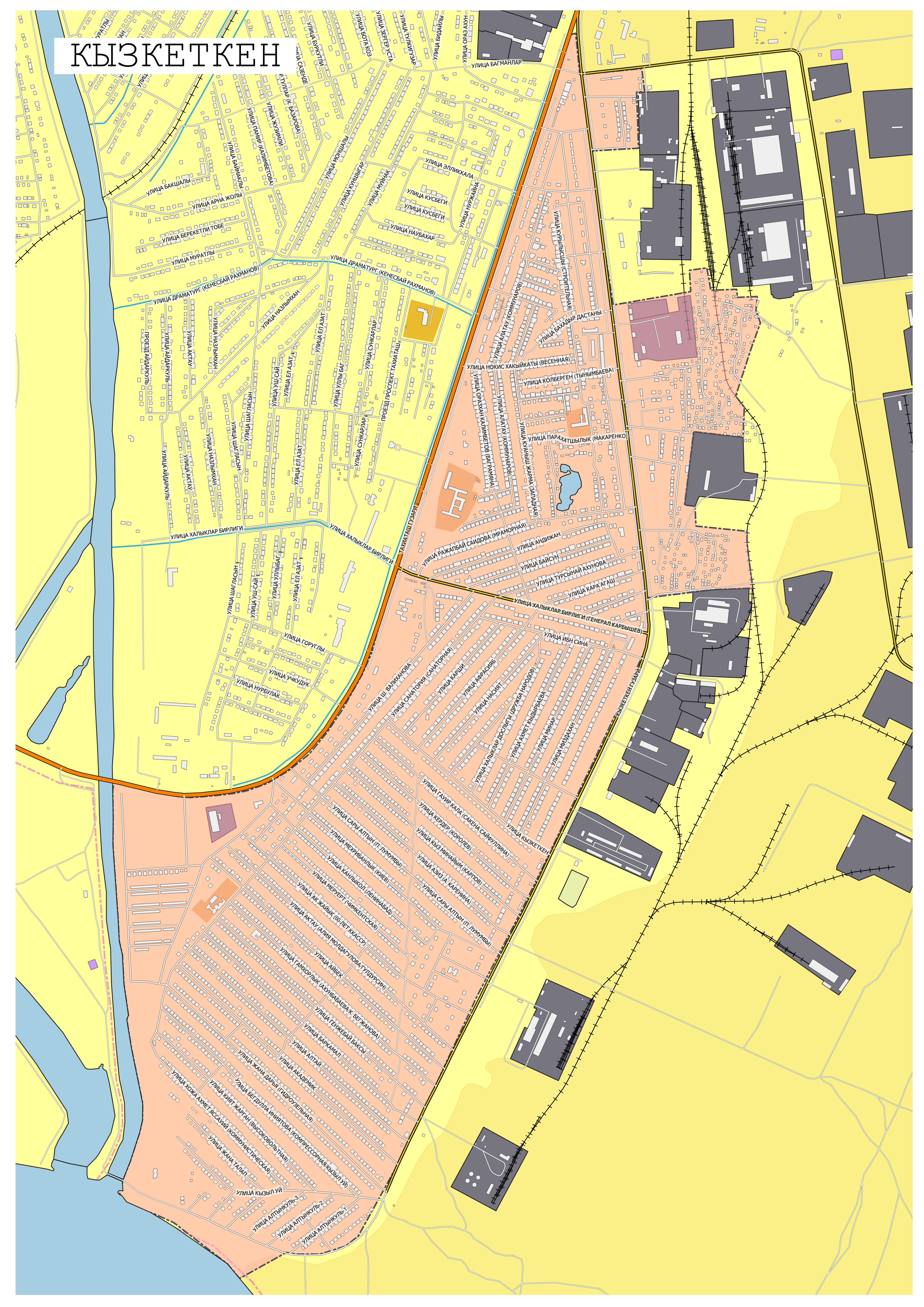
Карта Кызкеткена

## Название
Название Кызкеткен (Кыз кеткен) с каракалпакского языка переводится как "Утонувшая девушка"

## История
Рабочий посёлок Кызкеткен, административно подчинённый Нукусскому горсовету, был образован 16 апреля 1958 года. В 2004 году был включён в черту города.
По переписи 1989 года население составляло 16 701 человек, а по данным 2002 года около 24 тыс.. По переписи фонда махалле города Нукус на январь 2018 года в Кызкеткене проживало 21109 человек.

## Транспорт
С 2002 до 2007 года курсировали Нукусские троллейбусы модели ЗиУ-682Г Г00 023 по маршруту Гоне кала (Старый город) - Кызкеткен
Городской транспорт — автобус (№7, 12, 21), маршрутное такси (№12, 21, 51, 38, 25) и такси.

## Население
| Год                     | 1989   | 2002   | 2018   |
| ----------------------- | ------ | ------ | ------ |
| Население, тыс. жителей | 16 701 | 24 000 | 21 109 |